# 재키 쿠건

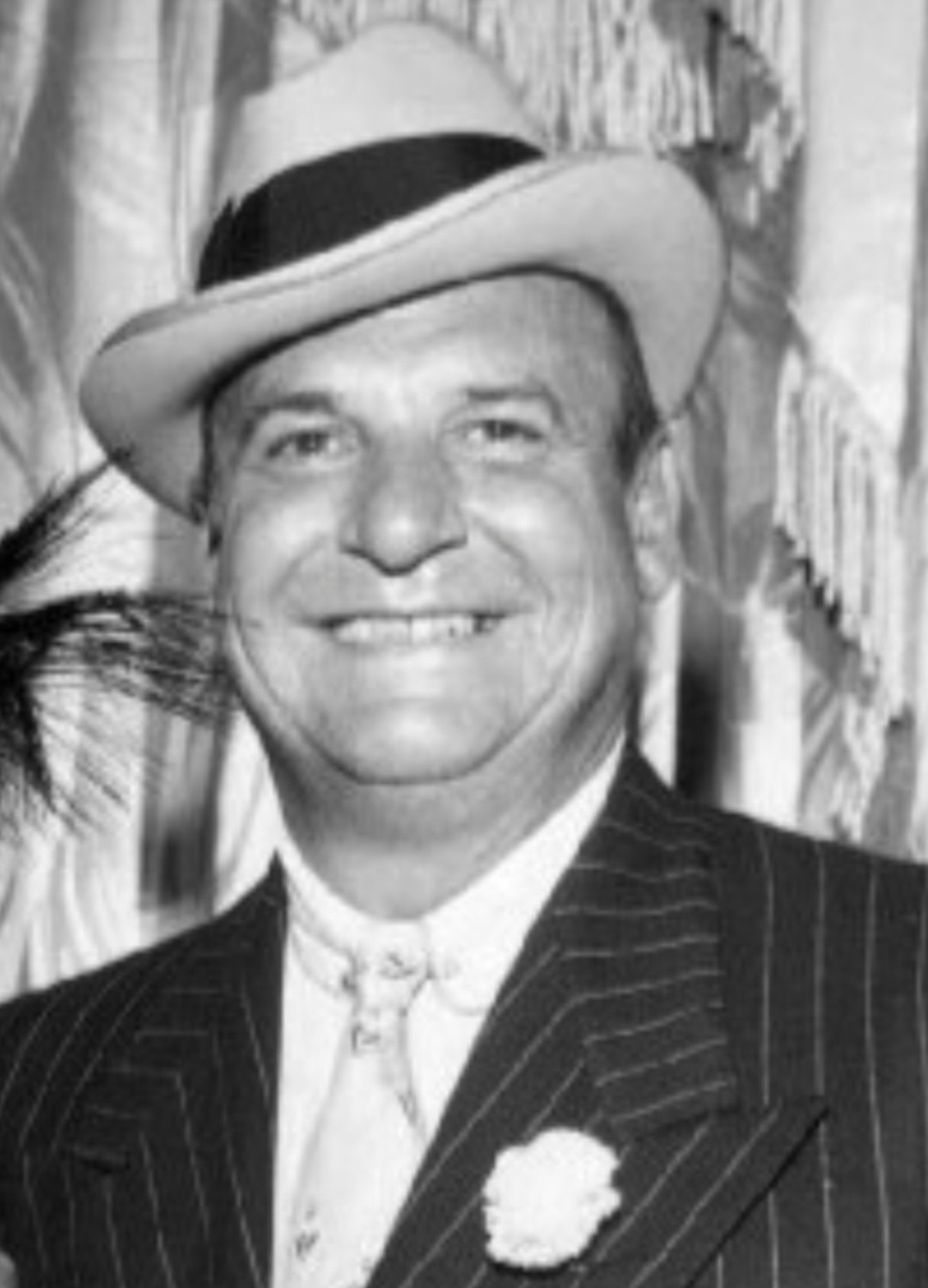

재키 쿠건(Jackie Coogan, 1914년 10월 26일 ~ 1984년 3월 1일)는 미국의 배우, 비행사, 텔레비전 배우, 영화배우, 연극 배우이다.
로스앤젤레스에서 태어났으며 샌타모니카에서 사망하였다. 사인은 심부전이다.

## 영화
- 더 프레이 (1984년)
- 이스케이프 아티스트 (1982년)
- US 마샬 (1973년)
- 형사 맥밀란 (1971년)
- 말로우 (1969년)
- 개구쟁이 6남매 (1969년)
- 하와이 5-0수사대 (1968년)
- 아이언 사이드 (1967년)
- 파인 매드니스 (1966년)
- 서부를 향해 달려라 (1965년)
- 내 사랑 지니 (1965년)
- 걸 해피 (1965년)
- 아담스 패밀리 (1964년)
- 하이 스쿨 컨디덴셜! (1958년)
- 론리하트 (1958년) - 네드 게이츠 역
- 페리 메이슨 (1957년)
- 조커 이즈 와일드 (1957년)
- 여배우 (1953년)
- 콜리지 스윙 (1938년)
- 허클베리 핀 (1931년)
- 프리 앤 이지 (1930년)
- 톰 소여 (1930년)
- 올리버 트위스트 (1922년)
- 키드 (1921년)
- 하루의 행락 (1919년)